# Romanus Cessario
Romanus Cessario, O.P. (1944.), profesor na Institutu Ivan Pavao II. u Washingtonu, dominikanac. Napisao je raspravu o krepostima Kreposti koja mu je na hrvatskome izašla u nakladi Kršćanske sadašnjosti. Napisao i djelo Catholic hospitals in the new evangelization i dr. Tomist i moralni teolog. BA, MA i STL (licencijat u sv. teologiji) stekao na dominikansim učilištima. Doktorirao 1980. na Sveučilištu u Fribourgu u Švicarskoj. 2013. stekao je STM (majstor sv. teologije), najviši naslov u dominikanaca. Predavao je na koledžu Providenceu. Predavao je sustavnu teologiju u sjemeništu sv. Ivana u Bostonu, Massachusetts. Član je Pontifikalnog fakulteta dominikanskog doma studija u Washingtonu, D.C. Pisao o mnogim povijesnim i teološkim aspektima tomizma.

## Vanjske poveznice
- WorldCat
- WorldCat Romanus Cessario; Reinhard Hütter; Matthew Levering: Ressourcement Thomism : sacred doctrine, the Sacraments, and the moral life : essays in honor of Romanus Cessario, O.P., Washington, D.C. : Catholic University of America Press, 2010.
- Tomizam  Arhivirana inačica izvorne stranice od 7. svibnja 2021. (Wayback Machine) Interview with Prof. Dr. Romanus Cessario OP, 22. srpnja 2004.